# Marion Yorck von Wartenburg
La condesa Marion Yorck von Wartenburg, en alemán Marion Gräfin Yorck von Wartenburg (Berlín, 14 de junio de 1904-Berlín, 13 de abril de 2007) fue una jueza alemana y miembro de la resistencia alemana al nazismo.

## Biografía
Marion Yorck von Wartenburg nació con el nombre de Marion Winter, hija del director administrativo general de los Escenarios Reales en Berlín. Asistió al Gymnasium de humanidades en Berlín. Primero estudió Medicina, pero pronto decidió cambiar a Derecho. Terminó su estudios con el doctorado en 1927 o 1929. El 31 de mayo de 1930 se casó con Peter Graf Yorck von Wartenburg, miembro de la resistencia alemana al nazismo y cofundador del Círculo de Kreisau. Después administró los bienes de la familia de su marido en Silesia.
A partir de enero de 1940 Marion Yorck von Wartenburg y su marido tomaron parte en las conversaciones del Círculo de Kreisau. El Círculo hizo planes para una Europa democrática de posguerra, y, con conflictos de consciencia, participó en el fallido atentado del 20 de julio de 1944. Después de la detención de su marido, Marion Yorck von Wartenburg también fue detenida y encarcelada por casi tres meses. Poco después de su arresto fue detenida de nuevo, esta vez por los polacos y rusos, y encarcelada durante tres semanas. Su marido fue ejecutado el 8 de agosto de 1944 por su implicación en el atentado.
Desde 1946 Marion Yorck von Wartenburg trabajó como jueza. Hasta 1969 dirigió una Sala de lo Penal en Berlín Occidental, donde vivió hasta su muerte a la edad de 102 años. Como jueza tenía una actitud antiliberal, aplicó sistemáticamente el artículo 175 del código penal alemán contra los gays y negó a los perseguidos homosexuales del régimen nazi y a los presos homosexuales de los campos de concentración el reconocimiento como víctimas de los nazis y, por lo tanto, el pago de indemnizaciones.